# Dicrotendipes palearivillosus
Dicrotendipes palearivillosus är en tvåvingeart som beskrevs av Epler 1988. Dicrotendipes palearivillosus ingår i släktet Dicrotendipes och familjen fjädermyggor.
Artens utbredningsområde är Costa Rica. Inga underarter finns listade i Catalogue of Life.